# Nordfriedhof (stacja metra)
Nordfriedhof – stacja Metra w Monachium, na linii U6. Znajduje się w dzielnicy Schwabing-Freimann. Stacja została otwarta 19 października 1971.